# (541113) 2018 RZ14
(541113) 2018 RZ14 es un asteroide perteneciente al cinturón de asteroides descubierto el 12 de septiembre de 2007 por el equipo del Mount Lemmon Survey desde el Observatorio del Monte Lemmon, Arizona, Estados Unidos.

## Designación y nombre
Designado provisionalmente como 2018 RZ14.

## Características orbitales
2018 RZ14 está situado a una distancia media del Sol de 3,178 ua, pudiendo alejarse hasta 3,466 ua y acercarse hasta 2,890 ua. Su excentricidad es 0,090 y la inclinación orbital 16,35 grados. Emplea 2070,02 días en completar una órbita alrededor del Sol.

## Características físicas
La magnitud absoluta de 2018 RZ14 es 16. Tiene 4,554 km de diámetro y su albedo se estima en 0,059. 